# فنسنت والر
فنسنت والر (بالإنجليزية: Vincent Waller)‏ (و. 1960  م) هو رسام رسوم متحركة، وكاتب سيناريو، وممثل، ومؤدي أصوات أمريكي، ولد في تكساس.

## وصلات خارجية
- فنسنت والر على موقع IMDb (الإنجليزية)
- فنسنت والر على موقع قاعدة بيانات الفيلم (الإنجليزية)

- فنسنت والر في قاعدة بيانات الأفلام على الإنترنت